# I Wanna Be Your Boyfriend
«I Wanna Be Your Boyfriend» — песня американской панк-рок-группы Ramones. Написана барабанщиком Томми Рамоном и была выпущена в США в виде сингла в 1976 году. Она стала вторым синглом Ramones после «Blitzkrieg Bop». В своей рецензии Allmusic описал песню как «тонкая сентиментальная насмешка над песнями о любви».

## О песне
«I Wanna Be Your Boyfriend» стала четвёртым треком одноимённого дебютного альбома Ramones. Релиз состоялся в феврале 1976 года. Написана была ещё в 1975 году; существует несколько ранних демозаписей.
В 2001 году «I Wanna Be Your Boyfriend» была перепета Пером Гессле в рамках проекта The Song Ramones the Same, трибьют-альбома, посвящённого Джоуи Рамону. В 2002 году этот кавер занял 44 место в шведском чарте. Screeching Weasel также перепели песню для своего кавер-альбома Ramones (Screeching Weasel album). Ещё свою кавер-версию на эту песню сделал Пит Йорн для сборника We're A Happy Family: A Tribute to the Ramones.
Talking Heads часто исполняли песню на своих ранних концертах.

## Список композиций
1. I Wanna Be Your Boyfriend (2:23)
2. California Sun / I Dont Wanna Walk Around With You (3:55)

## Участники оригинальной записи
- Джоуи Рамон — ведущий вокал[англ.]
- Джонни Рамон — ведущая гитара
- Ди Ди Рамон — бас-гитара, бэк-вокал,
- Томми Рамон — ударные, продюсер

## Чарт
| Чарт (2002)           | Высшая позиция |
| --------------------- | -------------- |
| Swedish Singles Chart | 44             |